# Zweibund
Der Zweibund war ein geheimer Defensivvertrag. Er wurde am 7. Oktober 1879 zwischen dem Deutschen Reich und Österreich-Ungarn abgeschlossen. Der Vertragstext wurde erst am 3. Februar 1888 veröffentlicht. Im Vertrag sicherten sich Deutschland und Österreich gegenseitigen Schutz gegen einen russischen Angriff zu.

## Vorgeschichte

Gagernscher Doppelbund

Der Zweibund war Teil von Otto von Bismarcks Neuaufbau seines Bündnissystems nach dem Berliner Kongress von 1878. Dieser Neuaufbau war nötig geworden, nachdem das Kaiserreich Russland das Dreikaiserabkommen von 1873 aufgehoben hatte. Das Deutsche Reich ergriff auf dem Berliner Kongress keine Partei für die russischen Forderungen, sodass der Frieden von San Stefano weitgehend revidiert wurde (vor allem zugunsten Österreich-Ungarns).
Mit dem Abschluss des Zweibundes beabsichtigte Bismarck, möglichst schnell wieder ein Bündnissystem zu etablieren, in dem das Deutsche Reich eine Schlüsselstellung bekam. Ursprünglich hatte Bismarck eine umfangreiche politische und wirtschaftliche Allianz der beiden Reiche vorgeschlagen; dies wurde aber von Österreich-Ungarn (Außenminister Graf Andrássy) abgelehnt, da es in einer solchen Verbindung lediglich „Juniorpartner“ gewesen wäre. Zudem widersprach eine derart vertiefte Kooperation den Interessen der nichtdeutschen Bevölkerungsmehrheit der Donaumonarchie. Als Minimallösung wurde anschließend der Zweibund gebildet.

## Zustandekommen

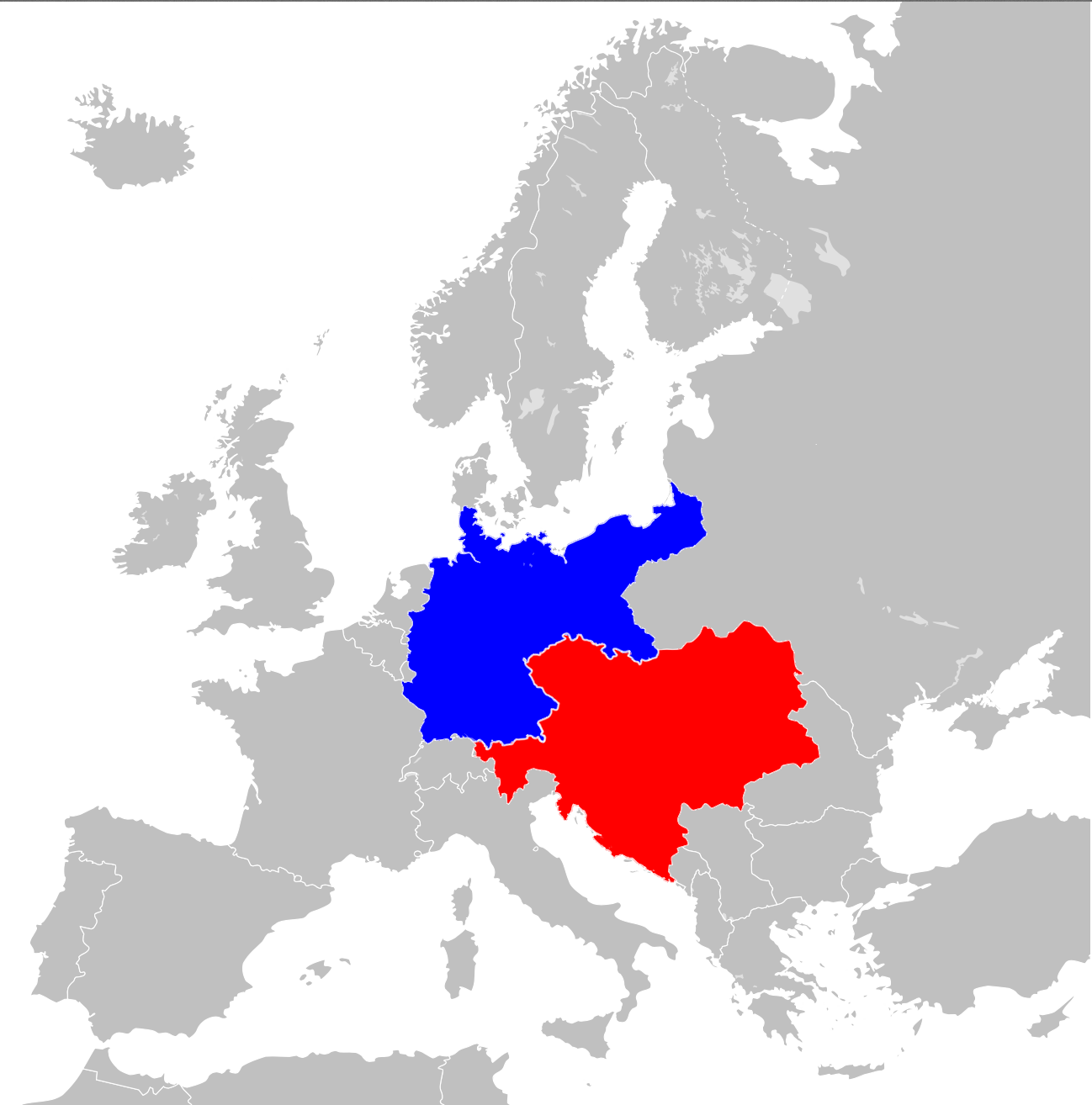
Zweibund im Jahr 1914, Deutschland in blau, Österreich-Ungarn in rot

Nach dem Berliner Kongress von 1878 sahen sich die panslawistischen Kreise in Russland durch das Deutsche Reich um den Preis des Sieges im Russisch-Osmanischen Krieg gebracht. Zar Alexander II. warnte seinen Onkel Kaiser Wilhelm I. in einem Brief vor verhängnisvollen Folgen.
Reichskanzler Bismarck schrieb daraufhin seinerseits einen 2500 Wörter umfassenden Brief an den Kaiser. Darin versuchte Bismarck, dem Kaiser dessen Verständnis für Alexanders Position auszureden. Er kündigte stattdessen an, im Salzburger Bad Gastein den Grafen Andrássy zwecks Bündnisverhandlungen zu treffen. Wilhelm sandte seinerseits Feldmarschall Edwin von Manteuffel zum Zaren, um ein Treffen vorzubereiten und den Bruch mit Russland zu vermeiden. Bald darauf traf Wilhelm mit Alexander in der preußischen Grenzstadt Thorn zusammen, wo der Zar auf der gegenüberliegenden Seite der Grenze gerade Manöver abhielt. Das Treffen verlief äußerst harmonisch und Alexander bat seinen Onkel Wilhelm, den Brief als nicht geschrieben zu betrachten.
Bei seiner Rückreise erfuhr der deutsche Kaiser in Danzig, dass Bismarck das Verteidigungsbündnis mit Österreich-Ungarn weit vorangetrieben und bereits die Zustimmung von Kaiser Franz Joseph I. eingeholt hatte. Wilhelm schrieb seinem Kanzler einen Brief, in dem er ihn das Treffen mit Zar Alexander informierte. Ein Bündnis mit Österreich-Ungarn könne auf Russland wie ein feindliches Bündnis wirken, das hinter seinem Rücken geschlossen worden sei. Bismarck klagte daraufhin über das Schwinden seiner Kräfte und kündigte an, er werde in acht bis zehn Tagen seinen Rücktritt einreichen. Der Kaiser trat daraufhin eine Kur in Baden-Baden an.
Doch Bismarck ließ nicht locker. Er veranlasste Helmuth von Moltke, eine militärische Denkschrift über die Notwendigkeit eines Bündnisses mit Österreich-Ungarn zu verfassen. Sogar Kaiserin Augusta und das Kronprinzenpaar brachte Bismarck in diesem Fall ausnahmsweise auf seine Seite. Der noch immer widerstrebende Wilhelm erreichte lediglich, dass der Zar informiert wurde, dass der Zweibund nur dem Deutschen Bund ähneln werde. Seiner Unterschrift unter den Vertrag fügte er die Worte bei: „Die, welche mich zu diesem Schritt veranlaßt haben, werden es dereinst dort oben zu verantworten haben.“ Alexander zeigte jedoch in einem Brief überraschend viel Verständnis für den Zweibund.

## Bestimmungen
Der Zweibund verpflichtete die Vertragspartner, sich bei einem russischen Angriff gegenseitig mit der gesamten Kriegsmacht beizustehen. Der Bündnisfall trat vertragsgemäß auch dann ein, wenn eine andere angreifende Macht russische Unterstützung erhielte.
In allen anderen Fällen, etwa im Falle eines französischen Angriffs auf das Deutsche Reich, versicherten sich die Vertragspartner gegenseitig wohlwollender Neutralität. Allerdings erwartete man in Berlin nicht, dass Frankreich das Deutsche Reich ohne russische Unterstützung angreifen werde.
Das Bündnis war auf fünf Jahre geschlossen und sollte sich automatisch um drei Jahre verlängern, wenn kein Einspruch von einer der Parteien vorläge.

## Wirkungsgeschichte
Der Zweibund erreichte bereits 1881 sein Ziel: Russland verstand, dass es im Mächtesystem isoliert zu werden drohte. Darum näherte es sich wieder dem Deutschen Reich an. Russland schloss mit dem Deutschen Reich und Österreich-Ungarn den Dreikaiserbund. 1882 wurde der Zweibund durch den Beitritt Italiens zum Dreibund erweitert.
Nach dem Zusammenbruch des Bismarck’schen Bündnissystems ab 1890 war der Zweibund das einzige Bündnis, das für die Deutschen tatsächlich Bestand hatte. Dies hatte den negativen Effekt, dass das Deutsche Reich glaubte, es müsse sich umso fester an Österreich-Ungarn binden, seinen einzigen verbliebenen Bündnispartner. Das schränkte Deutschlands Außenpolitik wesentlich ein. Golo Mann nannte den Zweibund das „Schicksalsbündnis des deutschen Reiches“. Am Ende des Zweibundes stand die Niederlage der Vertragspartner im Ersten Weltkrieg und das Ende der Monarchie in Deutschland und Österreich-Ungarn. Letzteres wurde sogar als Großreich aufgelöst.

## Rezeption in Österreich
Vor allem Liberale und Kaisertreue in Österreich sahen den Zweibund kritisch. Ein Beispiel dafür ist Franz Kuhn von Kuhnenfeld, der 1868 bis 1874 Kriegsminister gewesen war, ein anderes Kronprinz Rudolf und sein Kreis, oder auch Moritz Szeps und Maurice de Hirsch. Österreich-Ungarn band sich nämlich eng an das Deutsche Reich, das trotz seiner Dominanz in eine politische Isolation driftete. Das wurde nicht zuletzt deswegen als fatal angesehen, weil sich abzeichnete, dass Friedrich III. aus Krankheitsgründen nur kurz Deutscher Kaiser sein würde. Rudolf verachtete aber Friedrichs militaristischen Sohn Wilhelm II. Es gab Bemühungen in Österreich-Ungarn, sich stattdessen mit Russland zu verständigen und mit Frankreich und dem Vereinigten Königreich ein Bündnis zu schließen. Dies scheiterte aber 1888 an der unbedingten Bündnistreue Franz Josephs und an der Stärke der prodeutschen Antiliberalen.

## „Zweibund“ als Bezeichnung des Bündnisses zwischen Frankreich und Russland
Bisweilen wurde bzw. wird auch das Bündnis zwischen Frankreich und Russland von 1894 als Zweibund bezeichnet. Zur Unterscheidung dieser beiden Bündnisse spricht man in der Forschung hier gelegentlich vom Zwei(er)verband.

## Belege
1. ↑  Golo Mann: Deutsche Geschichte des 19. und 20. Jahrhunderts. S. Fischer, Frankfurt am Main 1969 (überarbeitete und ergänze Neuausgabe), S. 454.
2. ↑  Siegfried Fischer-Fabian: Herrliche Zeiten. Die Deutschen und ihr Kaiserreich. Droemer Knaur, München 1986; Neuauflage: Bastei Lübbe, Bergisch Gladbach 2005, S. 151–160. Als Quelle dort ist angegeben: Kaiser Wilhelms des Großen Briefe, Reden und Schriften, herausgegeben von Ernst Berner, 2 Bde., Berlin 1906.
3. ↑  Golo Mann: Deutsche Geschichte des 19. und 20. Jahrhunderts. S. Fischer, Frankfurt am Main 1969, S. 457.
4. ↑  Brigitte Hamann: Kronprinz Rudolf. Der Weg nach Mayerling. Goldmann Tb, 1980, besonders S. 334 ff.